# تری‌فنیل‌فسفین اکسید
تری‌فنیل‌فسفین اکسید (به انگلیسی: Triphenylphosphine oxide) با فرمول شیمیایی C۱۸H۱۵OP یک ترکیب شیمیایی با شناسه پاب‌کم ۱۳۰۹۷ است. که جرم مولی آن ۲۷۸٫۲۹ g/mol می‌باشد. شکل ظاهری این ترکیب، بلورهای سفید است.